# ホーボーケン番号
ホーボーケン番号（ホーボーケンばんごう、独: Hoboken-Verzeichnis）は、フランツ・ヨーゼフ・ハイドンの音楽作品に付された番号。オランダの音楽学者アントニー・ヴァン・ホーボーケンが著した「ヨーゼフ・ハイドン主題書誌学的作品目録」 (Josef Haydn, Thematisch-bibliographisches Werkverzeichnis) に従う番号のことである。「J. ハイドン主題書誌学的作品目録」は、器楽編が1957年に、声楽編が1971年に、第3巻が1978年に出版されている。ハイドンの作品のいくつかには作品番号があるが、ない曲も多いので、現在では一般に作品番号の代わりにホーボーケン番号が使われる（弦楽四重奏曲など、ジャンルによっては作品番号が使われることも多い）。
ハイドンの作と伝えられてきた曲のカタログであり、別人の作とわかった作品も含まれている。番号もそれ以前に存在するカタログや全集の番号をそのまま引き継いでいることが多い。
一般に、Hob.と略す。バッハのBWV同様、ジャンル別の付番であるが、BWVが通し番号なのに対し、ホーボーケン番号はジャンルごとに番号が1から振られている。たとえば、交響曲第94番はHob. I-94である。
| Hob.   | ジャンル                                                               |
| ------ | ---------------------------------------------------------------------- |
| I      | 交響曲 (1-108)                                                         |
| Ia     | 序曲 (1-16)                                                            |
| II     | 4声以上の嬉遊曲（ディヴェルティメント） (1-47)                         |
| III    | 弦楽四重奏曲 (1-83b)                                                   |
| IV     | 3声の嬉遊曲（ディヴェルティメント） (1-11)                             |
| V      | 弦楽三重奏曲 (1-21)                                                    |
| VI     | 様々な二重奏曲 (1-6)                                                   |
| VII    | いろいろな楽器の協奏曲                                                 |
| VIII   | 行進曲 (1-7)                                                           |
| IX     | 舞曲 (1-29)                                                            |
| X      | バリトン*のための様々な作品 (1-12)                                     |
| XI     | バリトンと、ヴァイオリンまたはヴィオラ、チェロのための三重奏曲 (1-126) |
| XII    | バリトンを含む二重奏曲 (1-25)                                          |
| XIII   | バリトンのための協奏曲 (1-3)                                           |
| XIV    | ピアノ**と伴奏のための嬉遊曲（ディヴェルティメント） (1-13)            |
| XV     | ピアノとヴァイオリンまたはフルート、チェロのための三重奏曲 (1-40)      |
| XVa    | 2台のピアノのための曲                                                  |
| XVI    | ピアノソナタ (1-52)                                                    |
| XVII   | ピアノ小品 (1-12)                                                      |
| XVIIa  | ピアノ連弾曲 (1-2)                                                     |
| XVIII  | 鍵盤楽器のための協奏曲 (1-11)                                          |
| XIX    | 音楽時計 (Flötenuhr) のための小品 (1-32)                               |
| XX/1   | 「十字架上の七つの言葉」への器楽作品                                   |
| XX/2   | 「十字架上の七つの言葉」の合唱版                                       |
| XXI    | オラトリオ (1-3)                                                       |
| XXII   | ミサ曲 (1-14)                                                          |
| XXIII  | 様々な宗教作品                                                         |
| XXIV   | 管弦楽伴奏のカンタータとアリア                                         |
| XXV    | 2声、3声、4声の歌曲                                                    |
| XXVI   | ピアノ伴奏の歌曲とカンタータ                                           |
| XXVII  | カノン (宗教カノン 1-10; 世俗カノン 1-47)                              |
| XXVIII | オペラ (1-13)                                                          |
| XXIX   | ジングシュピール（歌芝居＝小オペラ）                                   |
| XXX    | 劇付随音楽                                                             |
| XXXI   | スコットランド民謡編曲 (273)、ウェールズ民謡編曲 (60)                  |

*ここでのバリトンは、ヴィオラ・ダ・ガンバの一種。

**ここでピアノと書いたものは、当時はチェンバロなどで演奏された。